# 中华人民共和国第四届少数民族传统体育运动会
中华人民共和国第四届少数民族传统体育运动会于1991年11月10日至17日在广西壮族自治区的南宁市举办。共有來自全国30个省、自治区、直辖市55个少数民族的运动员参加本届赛事。比赛项目有龙舟、抢花炮、秋千、射弩、珍珠球、木球、摔跤、赛马和武术9项，设金牌34枚；表演项目l20项，设奖l14个。其中，赛马项目由内蒙古自治区人民政府承办，于1991年8月4日至7日在呼和浩特市举行。 
乔羽作词、徐沛东作曲的《爱我中华》为本届民族运动会的会歌。